# Jura (időszak)
A jura a mezozoikum idő középső időszaka, amelynek kezdetét 201,3±0,2 millió évre teszik és ~145,0 millió éve ért véget. E „Hüllők kora” vagy „Dinoszauruszok kora” néven ismert időegység a triász időszakot követte és a kréta időszakot előzte meg. Kezdetét a nagy triász–jura kihalási esemény jelzi, a végén azonban nem történt tömeges pusztulás. A kezdetét és a végét a globális referenciarétegsorokkal rendelkező kiválasztott helyek alapján definiálták. A kormeghatározással kapcsolatos bizonytalanság ténylegesen mintegy 5–10 millió évet jelent, ami e helyek korának megállapításából adódik. Jelenleg az a tendencia érvényesül, hogy az egyre pontosabb kormeghatározások már nem befolyásolják az időszak kezdetének és végének kiválasztását, mivel így a határ dátuma nem változik.
A jura kronosztratigráfiai fogalom közvetlenül kapcsolódik a Németország, Franciaország és Svájc hármas határánál elnyúló Jura-hegységhez. Alexander von Humboldt fedezte fel, hogy a főként mészkőből álló hegyi terület a korát tekintve nem illik bele az Abraham Gottlob Werner által definiált sztratigráfiai rendszerbe, és 1795-ben a „Jurakalk” nevet adta a számára. Az Alexandre Brogniart által megalkotott „Jura” név a kelta jor szótőből származik, melynek latinizált formája, a juria erdőt jelent (mint például a „Jura” erdős hegység).
A jurában a dinoszauruszok mellett a növényvilágban a nyitvatermők uralkodtak, erős xeromorf sajátosságokkal. A domináns nyitvatermő osztályok közé tartoztak a cikászok, a bennettitalesek, a fenyők és a páfrányfenyők.

## Ősföldrajz és tektonika

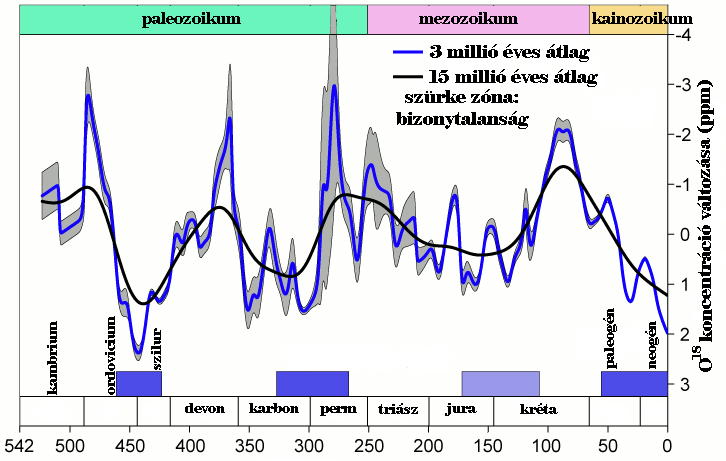
Éghajlatdiagram az utóbbi félmilliárd évről

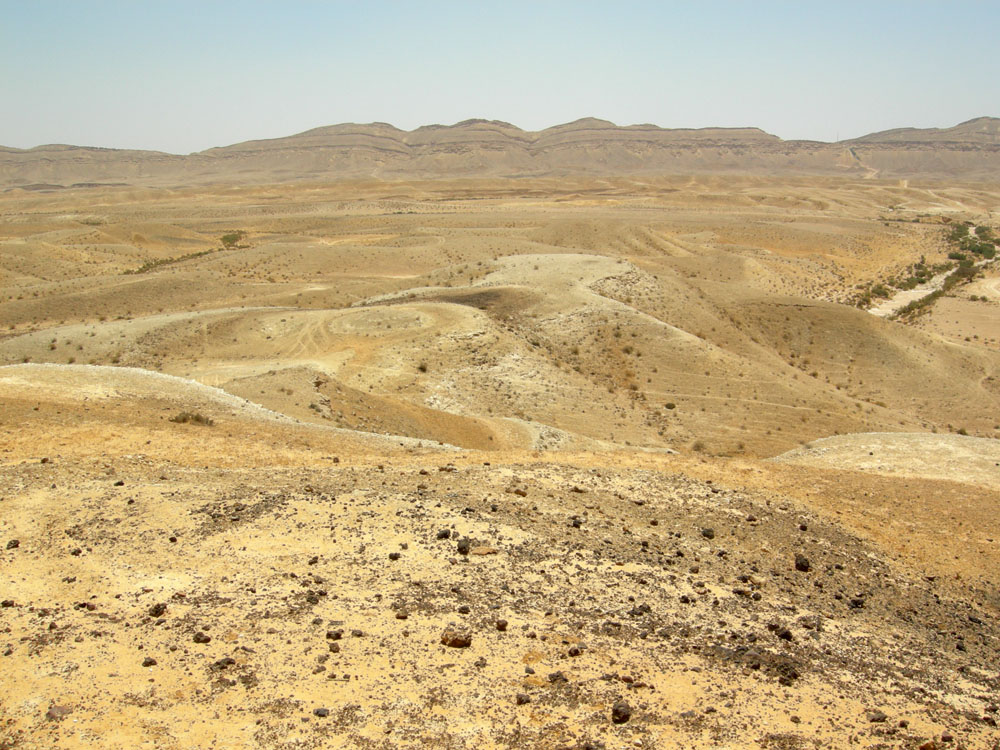
Jura időszaki mészkő és márga (a Matmor-formációban) Dél-Izraelben

Kimméria összeütközött Eurázsiával, így kialakult a Kimmérida-hegységrendszer. A Neo-Tethys-óceán tágulásának következtében óceáni litoszféra és pelágikus üledékek képződtek: ammonitico rosso, biancone és radioralit. A Közép-Atlanti-óceán kinyílt. Ez az időszak Gondwana részekre szakadásának kezdete, riftek, telérek, árbazaltok képződtek.
A kora jura kor során a Pangea szuperkontinens feltöredezett az északi Laurázsiára és a déli Gondwanára; a Mexikói-öböl megnyílt az Észak-Amerika és a mai Yucatán-félsziget közötti hasadék mentén. A jura időszakban az Atlanti-óceán északi része aránylag keskeny volt, míg a déli nem nyílt meg a kréta időszakot és a Gondwana akkori feltöredezését megelőzően.
A Tethys-tenger bezárult, és megjelent a Neotethys-medence. Az éghajlat meleg volt, nincs eljegesedésre utaló bizonyíték. Ahogy a triász idején is, egyik sark közelében sem volt szárazföld, és nem léteztek kiterjedt jégsapkák.
A jura geológiai rekordja Nyugat-Európában jó állapotú, ahol kiterjedt tengeri lerakódások jelzik azt a kort, amikor a kontinens nagy része egy sekély trópusi tenger alá merült; a legismertebb helyek közé tartozik a világörökség részét képező Dorset és Kelet-Devon tengerpartja („Jurassic Coast"), valamint Holzmaden és a Solnhofen-mészkő késő jura kori csúcslelőhelyei. Ezzel szemben az észak-amerikai rekord a mezozoikum legkevésbé ismert része, amihez csak néhány felszíni kibúvás tartozik. Bár az epikontinentális Sundance-tenger hagyott hátra késő jura kori üledékeket az Egyesült Államok északi síkságain és Kanadában, a legtöbb korabeli felszíni lerakódás kontinentális, ahogy az alluviális Morrison-formáció is.

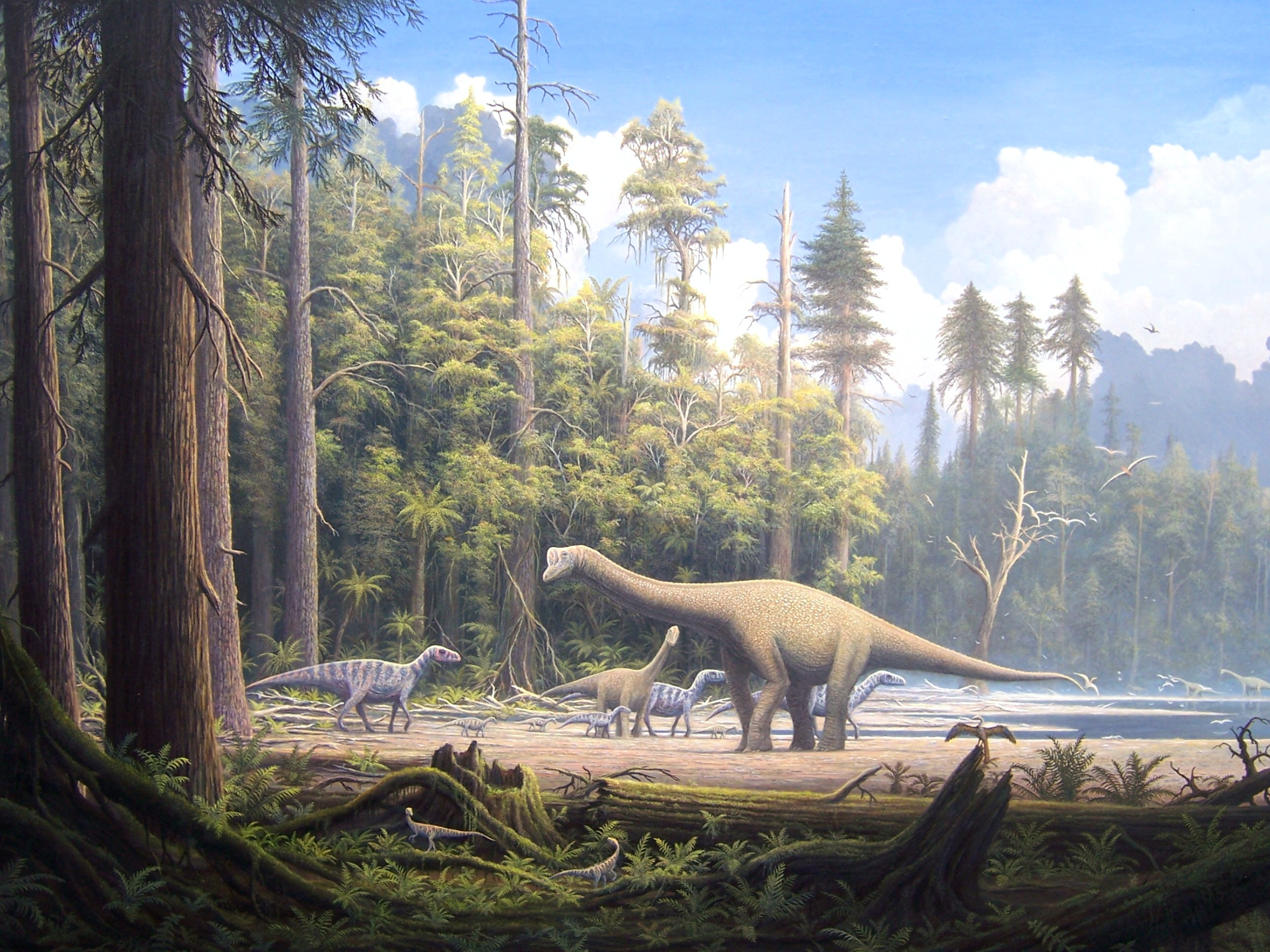
A jura a dinoszauruszok kora – Az Europasaurus holgeri és néhány Iguanodon egy festményen

A jura a kalcit tengeri geokémia kora volt, melyben az alacsony magnéziumtartalmú kalcit képezte a kalcium-karbonát elsődleges szervetlen tengeri alkotóelemét. A karbonát keményfelszín emiatt nagyon gyakori volt, a kalcit ooidokkal, a kalcit cementációval és a főként kalcit csontvázakkal rendelkező gerinctelen faunákkal együtt.
A sokféle súlyos batolit közül az első a Kordillerák északi részén jelent meg a középső jura kor kezdetén a Nevadai orogenezis részeként. Fontos jura időszaki kibúvások találhatók Oroszországban, Indiában, Dél-Amerikában, Japánban, Ausztrálázsiában és az Egyesült Királyságban.

### Afrika
A kora jura kori emeletek a késő triász kori padokhoz hasonló minta szerint terjedtek el; a kibúvások sűrűbben fordulnak elő délen és ritkábban északon, ahol inkább a lábnyomok gyakoriak. A jura későbbi részében Afrikában elszaporodtak az olyan nagy és ikonikus dinoszaurusz csoportok, mint a sauropodák és az ornithopodák. Ezen a kontinensen a középső jura kori rétegek nem annyira jó állapotúak és nem is annyira jól tanulmányozottak. A késő jura kori rétegek, az egyedülálló tanzániai tendaguru-faunát leszámítva szintén alig őrződtek meg. A Tendaguru-formációban a késő jura élővilága nagyon hasonló volt az észak-amerikai Morrison-formációéhoz.

## Fauna

### Édesvízi és tengeri fauna

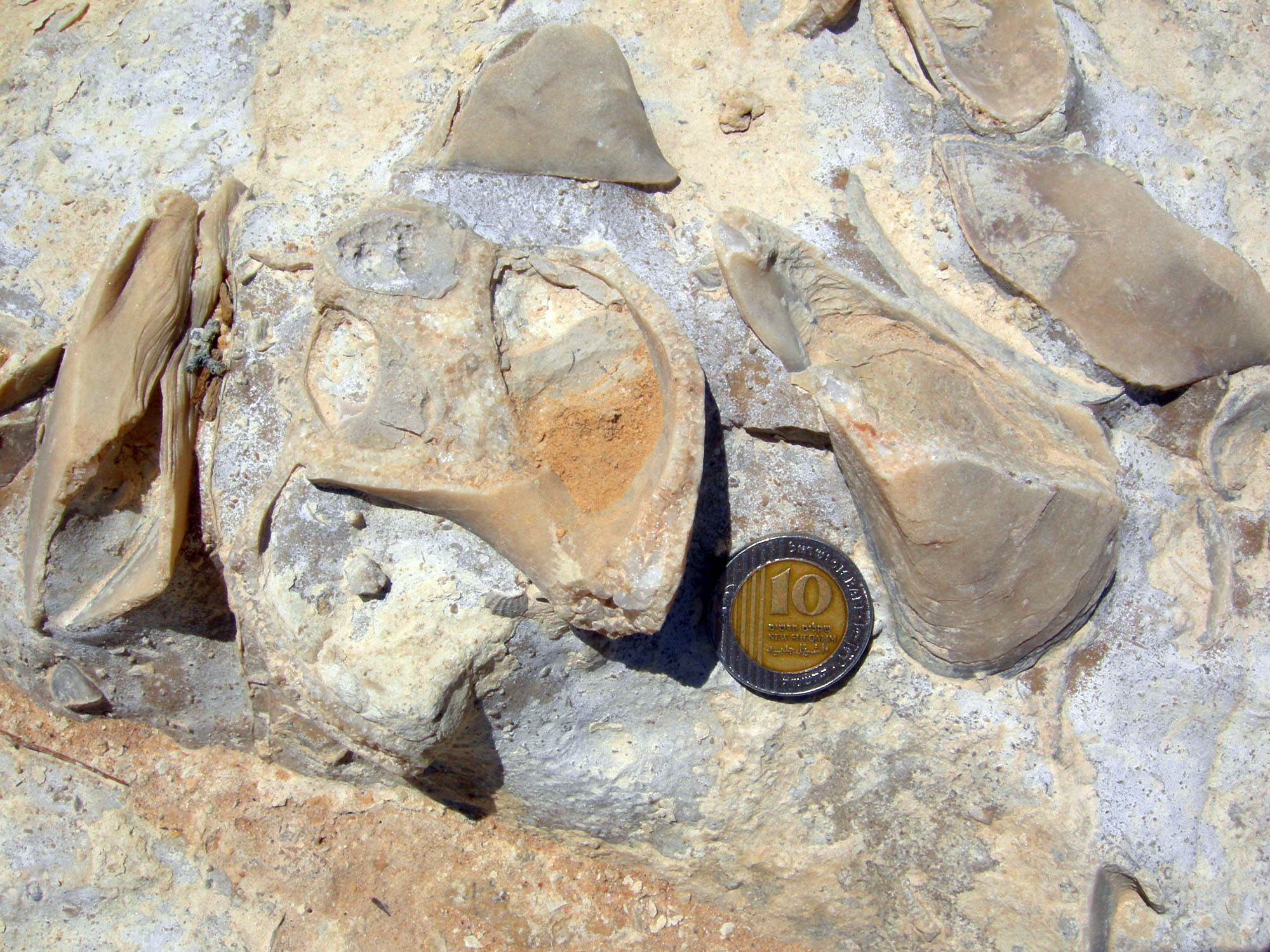
Csiga és egy hozzá kapcsolódó mytilida kagyló egy dél-izraeli, jura időszaki mészkődarabban

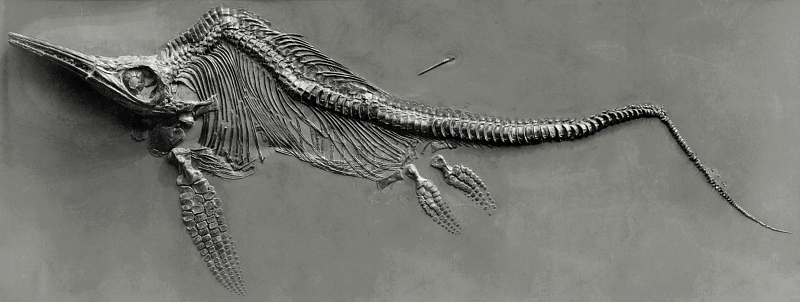
Egy kora jura kori olajpalából származó Ichthyosaurus a dél-németországi Holzmadenben

A jura időszakban a tengerek elsődleges gerincesei a halak és a tengeri hüllők voltak. Az utóbbiak közé tartoztak az evolúciójuk csúcsán álló ichthyoszauruszok, a plezioszauruszok, a plioszauruszok, valamint a Teleosauridae és Metriorhynchidae családokba tartozó tengeri krokodilok. A gerinctelenek világában több új csoport is feltűnt, köztük a rudisták (zátonyépítő kagylók) és a belemniteszek. A jurában sokféle kérges és talajfúró (szklerobionta) közösség is kifejlődött, és jelentősen megnőtt a karbonát héjak és keményfelszínek bioeróziója. A Gastrochaenolites ichnotaxonok különösen gyakorinak számítottak.
A jura időszak során a tizenkétféle planktonikus élőlény közül négy vagy öt erős evolúciós terjedésbe kezdett, illetve ekkor jelent meg.

### Szárazföldi fauna

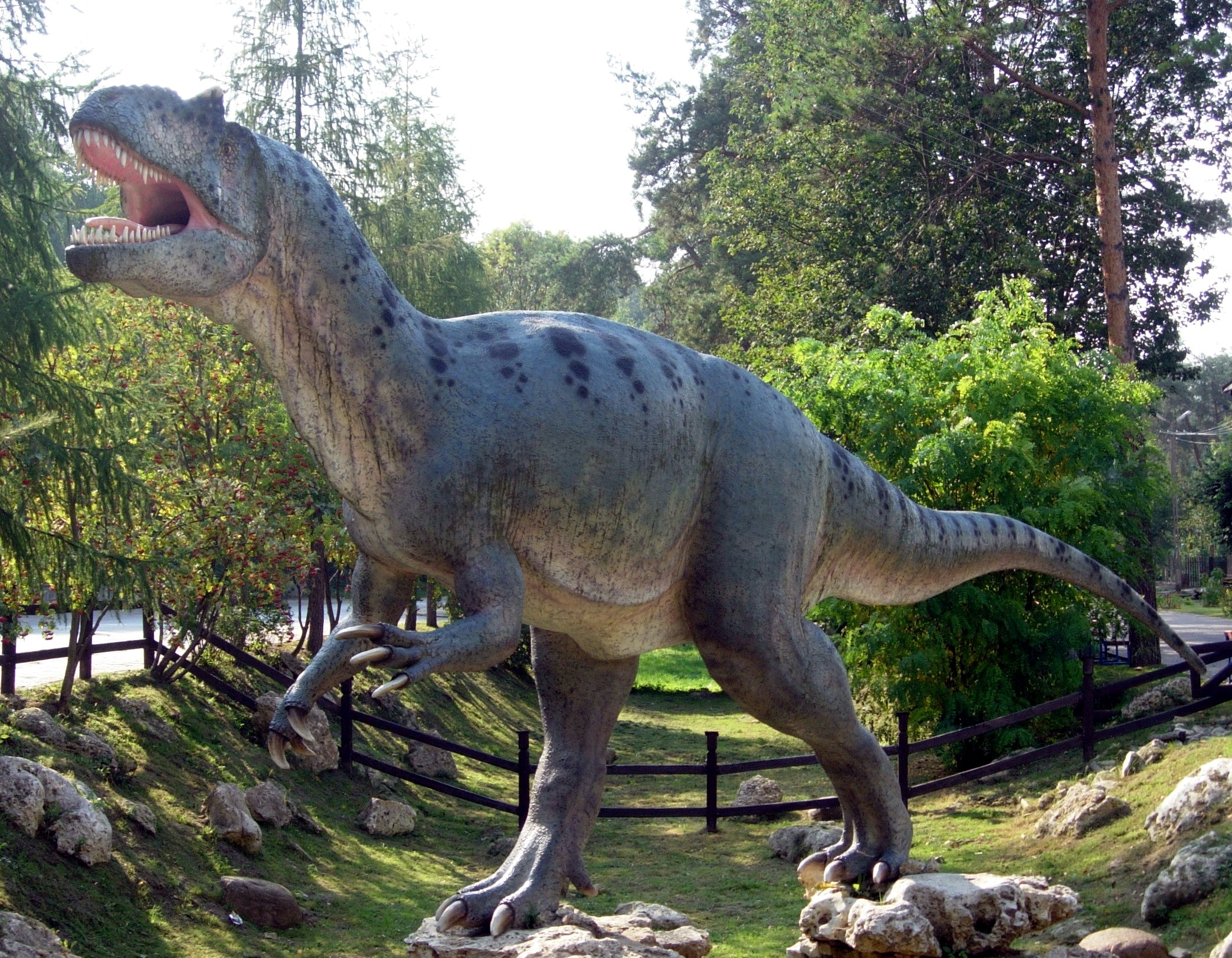
Allosaurus makett, Baltow, Lengyelország

A szárazföldön a nagy testű archosaurus hüllők megőrizték dominanciájukat. A jura a sauropodákként ismert nagy növényevő dinoszauruszok, például a Camarasaurus, az Apatosaurus, a Diplodocus és a Brachiosaurus aranykora volt, melyek az időszak végéig kóboroltak a Földön; fő táplálékuk a pusztákon élő harasztok, a pálmaszerű cikászok és bennettitalesek vagy az adaptációik miatt magasabbra növő tűlevelűek voltak. Ezekre az állatokra az olyan nagy theropodák vadásztak, mint a Ceratosaurus, a Megalosaurus, a Torvosaurus és az Allosaurus. E dinoszauruszok mindegyike a hüllőmedencéjűek csoportjába tartozik. A késő jura korban a kis coelurosaurusokból kifejlődtek az első madarak. A madármedencéjűek kevésbé voltak dominánsak, mint a hüllőmedencéjűek, de például a stegosaurusok és a kis ornithopodák fontos szerepet játszottak, mint kis és közepes, illetve nagy méretű (de nem sauropodaméretű) növényevők. A levegőben gyakoriak voltak a pteroszauruszok, melyek az eget uralva több ökológiai fülkét töltöttek be, mint a mai madarak.
A Lissamphibia csoport megmaradt része fejlődött az időszak során, így megjelentek az első farkos és lábatlan kétéltűek.

## Flóra

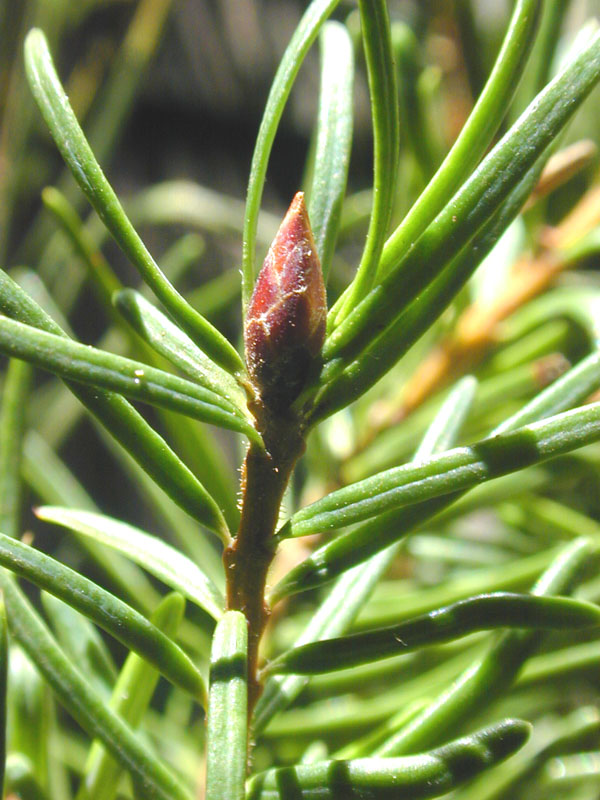
A tűlevelűek gyakoriak voltak a jura időszakban

A triász időszakra jellemző száraz, kontinentális körülmények lassan enyhültek a jura során, különösen a magasabb szélességi körökön, a meleg, nedves éghajlat pedig lehetővé tette, hogy a felszínt buja dzsungelek borítsák be. A nyitvatermők aránylag változatosak voltak a jura időszakban. A flórát a tűlevelűek uralták, ahogy a triász alatt is; ez volt a legváltozatosabb csoport és a fák többsége is közülük került ki. A ma is létező tűlevelű családok közül a jura idején elterjedtek közé tartozik az Araucariaceae, a Cephalotaxaceae, a Pinaceae, a Podocarpaceae, a Taxaceae és a Taxodiaceae. A kihalt mezozoikumi család, a Cheirolepidiaceae uralta az alacsony vegetációt, a cserjés bennettitalesekkel együtt. Az erdőkben a cikászok szintén elterjedtek voltak, a ginkgókhoz és a páfrányfákhoz hasonlóan. Az aljnövényzet fő alkotóelemei a kisebb harasztok lehettek.
A kor másik fontos növénycsoportja a Caytoniacea magvaspáfrányok voltak, melyek az elképzelés szerint bokor és kisebb faméretűek lehettek. A ginkgók főként a középső és északi szélességi körökön voltak gyakoriak. A déli félgömbön a kőtiszafafélék különösen sikeresek voltak, míg a ginkgók és a Czekanowskiale-k ritkán fordultak elő.
Az óceánokban a modern vörösmoszatok ekkor tűntek fel először.

## Tagolás

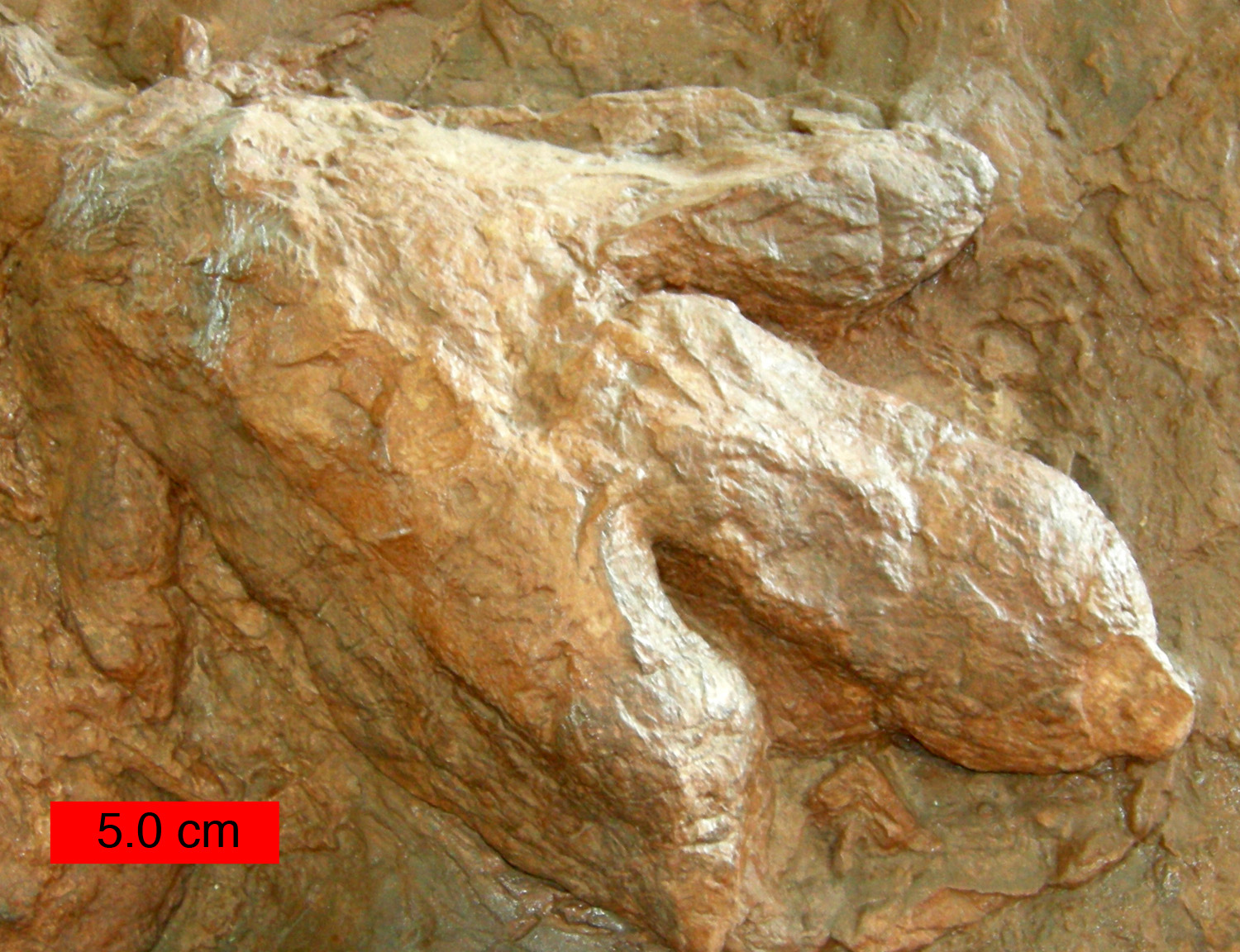
A dinoszauruszok közé tartozó Gigandipus lábnyoma a kora jura kori Moenave-formációban, a Johnson farmon levő St. George dinoszaurusz lelőhelyen (St. George Dinosaur Discovery Site), Utah állam délnyugati részén

A jurát Leopold von Buch nyomán a geokronológiai skálán kora jura (vagy liász), középső jura (vagy dogger) és késő jura (vagy malm) korokra bontják. A sztratigráfiai (kőzetrétegtani) felosztásban ennek megfelelői az alsó jura, a középső jura és a felső jura. Ezek a korok a következő faunális korszakokra oszthatók tovább (az időben hozzánk közelebbi koroktól):
- Késő jura
  - tithon korszak: 152,1 ± 0,9 – ~145,0 Ma
  - kimmeridge-i korszak: 157,3 ± 1,0 – 152,1 ± 0,9 Ma
  - oxfordi korszak: 163,5 ± 1,0 – 157,3 ± 1,0 Ma
- Középső jura
  - callovi korszak: 166,1 ± 1,2 – 163,5 ± 1,0 Ma
  - bathi korszak: 168,3 ± 1,3 – 166,1 ± 1,2 Ma
  - bajoci korszak: 170,3 ± 1,4 – 168,3 ± 1,3 Ma
  - aaleni korszak: 174,1 ± 1,0 – 170,3 ± 1,4 Ma
- Kora jura
  - toarci korszak: 182,7 ± 0,7 – 174,1 ± 1,0 Ma
  - pliensbachi korszak: 190,8 ± 1,0 – 182,7 ± 0,7 Ma
  - sinemuri korszak: 199,3 ± 0,3 – 190,8 ± 1,0 Ma
  - hettangi korszak: 201,3 ± 0,2 – 199,3 ± 0,3 Ma

### Fordítás
- Ez a szócikk részben vagy egészben a Jurassic című angol Wikipédia-szócikk ezen változatának fordításán alapul.  Az eredeti cikk szerkesztőit annak laptörténete sorolja fel. Ez a jelzés csupán a megfogalmazás eredetét és a szerzői jogokat jelzi, nem szolgál a cikkben szereplő információk forrásmegjelöléseként.